# T-Centralen (métro de Stockholm)
T-Centralen est la principale station du métro de Stockholm, en Suède. Elle se situe dans le quartier Norrmalm, entre la place Sergels torg et la rue Vasagatan, à une cinquantaine de mètres de l'église Sainte-Claire. Elle est reliée directement à la gare centrale  située à moins de 200 mètres de la station par un couloir piéton souterrain sous la rue Vasagatan.
La lettre « T » du nom de la station fait référence au nom suédois du métro : Tunnelbana.
Elle est la seule station où toutes les lignes du métro convergent (T10, T11, T13, T14, T17, T18 et T19).

## Service des voyageurs

### Accueil
La station T-Centralen est répartie sur plusieurs niveaux souterrains : au premier sous-sol se trouvent les salles des billets (guichets, automates, valideurs) des accès Vasagatan, Gare centrale et Sergels torg ; au deuxième sous-sol se trouvent les quais des voies 1 (ligne verte vers Alvik, Åkeshov et Hässelby strand) et 2 (ligne rouge vers Norsborg et Fruängen) ; au troisième sous-sol se trouvent les quais des voies 3 (ligne rouge vers Ropsten et Mörby centrum) et 4 (ligne verte vers Skarpnäck, Farsta strand et Hagsätra) ; les quais des niveaux -2 et -3 sont superposés possèdent chacun deux voies qui permettent des correspondances rapides entre les lignes verte et rouge. En venant de Mörby ou Ropsten et pour aller vers Alvik/Hässelby, la correspondance se fait quai à quai (voie 2 vers voie 1). En venant d'Alvik/Hässelby et pour aller vers Ropsten ou Mörby, idem (voie 4 vers voie 3) ; au quatrième sous-sol se situe le couloir de correspondance vers les quais de la ligne bleue. Ce couloir est appelé Blå gången (le « passage bleu » en suédois) ; au cinquième sous-sol se trouvent les quais de la ligne bleue avec la voie 5 vers Hjulsta et Akalla et la voie 6 vers Kungsträdården.